# Half-Life (computerspel)
Half-Life, vaak afgekort als HL of HL1, is een populaire sciencefiction-FPS (first-person shooter), ontwikkeld door Valve Software, en gepubliceerd door Sierra Entertainment op 19 november 1998. Half-Life werd als eerste uitgebracht op de pc en maakt gebruik van een aangepaste Quake game-engine, genaamd de GoldSrc. Half-Life was het eerste product van Valve, dat is opgericht in 1996 door voormalig Microsoftwerknemers Mike Harrington en Gabe Newell.
In Half-Life kruipen de spelers in de rol van Dr. Gordon Freeman, een wetenschapper die zich uit een ondergronds laboratorium moet zien te vechten nadat een teleport-experiment volledig uit de hand gelopen is. Half-Life is een van de eerste spelen die het hele verhaal binnen het spel vertelt zonder de onderbreking van cutscenes. Toen het spel uitgebracht was, waren de critici vooral enthousiast over het gebruik van de zogenaamde scripted sequences. Het won zo'n 50 Game of the Year awards in 1998. De gameplay beïnvloedde het genre FPS jarenlang en wordt beschouwd als een van de beste spelen aller tijden.
Het succes van het spel bleef lang aanhouden en is nu nog steeds ongekend populair. Het is de best verkopende FPS voor de pc met een verkoop van zo'n 8 miljoen spellen. Er zijn een aantal uitbreidingen gemaakt, waaronder de bekendste mod Counter-Strike is. De andere officiële mods zijn: Half-Life: Opposing Force, Half-Life: Blue Shift, Team Fortress Classic, Ricochet, Deathmatch Classic en Day of Defeat.
Het spel is 15 november 2001 ook uitgebracht voor de PlayStation 2. Een Sega Dreamcast-versie was ook in de maak, maar werd twee weken voor het uitbrengen stopgezet.
De titels van Half-Life en zijn uitbreidingen zijn allemaal vernoemd naar wetenschappelijke termen. Half-Life zelf is een referentie aan de 'half life' (halveringstijd), de tijd die nodig is voor radioactieve stoffen om tot de helft van de originele stralingswaarde te vervallen. Opposing Force is een verwijzing naar de derde krachtwet van Newton, terwijl Blue Shift verwijst naar het fenomeen van de frequentie van elektromagnetische straling (bijvoorbeeld licht) die afkomt op de toeschouwer zich meer naar het blauwe deel het elektromagnetische spectrum verplaatst (blauwverschuiving), dit is gerelateerd aan het dopplereffect.
Het spel werd in 2004 opgevolgd door Half-Life 2.

## Verhaal
Het grootste gedeelte van het spel speelt zich af in de woestijn van New Mexico, een deelstaat van de Verenigde Staten, in een laboratorium genaamd de Black Mesa Research Facility. Dit is een fictief gebouw dat veel gelijkenissen vertoont met het Los Alamos National Laboratory en Area 51. Het verhaal speelt zich af ergens tussen het jaar 2000 en 2009, dit is te zien op de kalenders in het spel waarop 200X is afgebeeld. De hoofdpersoon van het spel is de theoretisch fysicus Gordon Freeman, een overlevende van het experiment dat totaal uit de hand loopt door de onverwachte "resonance cascade" (een geheel fictieve gebeurtenis) die poorten openzet en de faciliteit voor een groot deel vernietigt. Aliens van een andere wereld - bekend als Xen - komen het laboratorium binnen door de poorten (een gebeurtenis, ook wel bekend als het "Black Mesa Incident").
Terwijl Freeman het laboratorium probeert te ontvluchten om hulp te zoeken voor de gewonden komt hij er al snel achter dat hij zich tussen twee vuren bevindt: de vijandige aliens en de Hazardous Environment Combat Unit (een Amerikaanse afdeling die het ongeluk ongedaan wil maken door de aliens te vernietigen, Dr. Freeman en de rest van de wetenschappers worden daarbij niet gespaard). Tijdens het verloop van het spel verschijnt regelmatig een mysterieus figuur bekend als de G-Man die blijkbaar Gordon volgt in zijn voortgang. Tijdens het spel wordt zijn naam niet genoemd. Uiteindelijk gebruikt Freeman de hulp van overlevende wetenschappers en beveiligingsmensen om uit het mysterieuze "Lambda Complex" (met het Griekse teken "λ") van Black Mesa te ontsnappen, waar een team van overlevende wetenschappers hem naar de alienwereld Xen teleporteren om de Nihilanth te doden, het beest dat de Xen-poort naar de aarde openhoudt.

### Verhaallijn
Half-Life begint met een lange openingszin die de speler in het spel zet. Dr. Gordon Freeman start zijn dag in een rijdende tram naar het hart van de Black Mesa Facility, waar het grootste deel van het spel zich afspeelt, op weg naar het Anomalous Materials Lab om zijn werk te beginnen. De tram geeft de speler een voorproefje van het laboratorium en zet de sfeer. Tijdens de rit is ook de G-Man voor het eerst te zien, die Gordon aankijkt vanuit een andere tram. Wanneer Gordon Freeman aankomt bij het Anomalous Materials Lab, wijst een beveiligingsman hem erop dat er een systeemcrash heeft plaatsgevonden vlak voordat hij er was, wat communicatieproblemen veroorzaakt tussen de Black Mesa-wetenschappers. De speler moet dan zijn Hazardous Environment suit ophalen en aandoen voordat hij de testkamer in gaat.

## Karakters
De NPC's in dit spel zijn niet alleen vijanden. Er komt een groot aantal mensen voor, zoals onderzoekers en vrienden, die Gordon helpen.

### Hoofdpersonen

##### Gordon Freeman
De hoofdpersoon van de Half-life series. Hij begint als een onderzoeker bij het "Black Mesa Instituut". Als een onderzoek volledig misgaat, veroorzaakt hij een dimensionale scheur in het Ruimte-Tijd continuüm. Intelligente en verwarde aliens van de planeet "Xen" stromen Black Mesa binnen en vallen alles aan dat in hun zicht komt. Gewapend met zijn crowbar (Koevoet) gaat hij de strijd aan met de aliens en de "Hazardous Environment Combat Unit" (HECU), een elite eenheid die ingeschakeld is om de problemen binnen Black Mesa op te lossen. Als het Gordon tegen alle verwachtingen in lukt om de chaos te ontsnappen, wordt het snel HECU's Top Prioriteit om hem te doden.

##### Onderzoekers
Andere onderzoekers binnen Black mesa schieten Gordon Freeman soms te hulp om te vechten tegen de vijanden of door ze tegen te houden zodat Gordon kan vluchten.

##### Barney Calhoun
Voor de beveiligings eenheid wordt de naam "Barney" gebruikt. In alpha-versies van het spel was deze NPC oorspronkelijk bedoeld om Gordon aan te vallen. Toen tijdens een "test-run" de AI werd aangepast zodat Barney aan Gordon Freemans zijde stond, waren de ontwikkelaars zo verrast over hoe dit werkte, dat ze dit veranderd hebben en zo de beveiligingseenheid ervan gemaakt hebben. Barney Calhoun is de hoofdpersoon van Half-Life: Blue Shift. In dat spel blijkt dat Barney Calhoun de agent is die op de deur staat te kloppen aan het begin van het originele Half-Life-spel. Tevens is hij de voogd van Vita.

##### G-man
Er is weinig informatie bekend over de identiteit en motieven van G-man. Hij wordt als eerste gezien in een trein die voorbij komt, waar hij zijn stropdas rechttrekt en Gordon aankijkt. Ver in het spel wordt hij vaak kort gezien of staat hij op onbereikbare plekken. Aan het eind van het spel haalt G-man Gordon weg bij de eindbaas wanneer die verslagen is en zegt dat hij onder de indruk is. Gordon belandt met hem in een trein zoals in het begin van het spel. Alleen dit keer gaat de trein op hoge snelheid door de ruimte. Vervolgens komen ze aan bij een eindpunt, waar de G-man aan Gordon Freeman vraagt of hij door de deur wil lopen en mee wil werken met G-man of een onoverwinnelijk gevecht wil houden met duizenden aliens.

### Vijanden
- Assassin
- Baby Headcrab
- Barnacle
- Bullsquid
- Controller
- Gargantua
- Grunt
- Headcrab
- Houndeye
- Snark
- Zombie

### Bazen
- Gonarch
- Ichthyosaur
- Gargantua
- Tentacle
- Nihilanth (de eindbaas)

## Wapens
- Koevoet (Deze werd het handelsmerk van de game, naast de headcrab of hoofdkrab.)
- Glock 17
- SPAS-12 shotgun
- MP5 machinepistool met granaatwerper
- .357 Magnum revolver
- Bazooka
- Kruisboog
- Snarks
- Gluongeweer (experimental egon gun)
- Gaussgeweer (experimental gauss gun)
- Hornetgeweer
- Handgranaat

## Soundtrack
De soundtrack van Half-Life was gecomponeerd door Kelly Bailey.
| - 1. "Adrenaline Horror" - 02:09 - 2. "Vague Voices" (Black Mesa Inbound) - 02:11 - 3. "Klaxon Beat" - 01:00 - 4. "Space Ocean" (Echoes of a Resonance Cascade) - 01:36 - 5. "Cavern Ambiance" (Zero Point Energy Field) - 01:39 - 6. "Apprehensive Short" - 00:23 - 7. "Bass String Short" - 00:06 - 8. "Hurricane Strings" (Neutrino Trap) - 01:33 - 9. "Diabolical Adrenaline Guitar" (Lambda Core) - 01:44 - 10. "Valve Theme [Long Version]" (Hazardous Environments) - 01:22 - 11. "Nepal Monastery" - 02:08 - 12. "Alien Shock" (Biozeminade Fragment) - 00:36 - 13. "Sirens in the Distance" (Triple Entanglement) - 01:12 - 14. "Nuclear Mission Jam" (Something Secret Steers Us) - 02:00 | - 15. "Scared Confusion Short" - 00:16 - 16. "Drums and Riffs" (Tau-9) - 02:03 - 17. "Hard Technology Rock" - 01:40 - 18. "Steam in the Pipes" (Negative Pressure) - 01:55 - 19. "Electric Guitar Ambiance" (Escape Array) - 01:24 - 20. "Dimensionless Deepness" (Dirac Shore) - 01:24 - 21. "Military Precision" - 01:20 - 22. "Jungle Drums" - 01:49 - 23. "Traveling Through Limbo" (Singularity) - 01:17 - 24. "Credits / Closing Theme" (Tracking Device) - 01:39 - 25. "Threatening Short" (Xen Relay) - 00:37 - 26. "Dark Piano Short" - 00:17 - 27. "Sharp Fear Short" - 00:08 |

## Trivia
- Het spel is opgenomen in het boek 1001 Video Games You Must Play Before You Die van Tony Mott, ISBN 9781844037155.